# 休瑪·古列西
休瑪·薩利姆·古列西（英語：Huma Saleem Qureshi，發音：[ˈɦʊmaː səˈliːm qʊˈɾɛːʃiː]，1986年7月28日—），印度女演員和模特兒，古列西家族成員，主要出演印地語電影。古列西於德里大学擔任戲劇演員和模特兒時，以優異的成績獲得了歷史學士的學位。完成幾部戲劇作品後搬到了孟買，並與印度聯合利華公司簽了一分兩年合約。在阿努拉格·卡許亞普拍攝三星手機廣告時注意到古列西的表演能力，並與她的公司簽了三份電影合約。
古列西的電影處女作是在分成上下兩部的《瓦塞蒲黑幫》（2012年）中擔任配角。這為她贏得許多獎項，包括印度電影觀眾獎最佳女新人和最佳女配角。同年，她在浪漫愛情片《鸡肉库拉那》中扮演女主角，隨後又出演《魔法師陰影》（2013年）。
其他作品如短片集《短故事五则》（2013年）、電影《雙重愛情》（2014年）、《復仇之城》（2014年）和馬拉提語公路片《希臘高速公路》（2015年）。

## 早年
休瑪·古列西1986年7月28日出生於新德里的穆斯林家庭。父親薩利姆·古列西（Huma Saleem Qureshi）是一家餐館老闆，經營著10家連鎖餐廳；母親阿米娜·古列西（Ameena Qureshi，喀什米爾人）是家庭主婦。她有三個兄弟，包括演員沙吉·沙林姆。年幼時隨家人搬到南德里卡爾卡吉。她完成了她的歷史學士學位，以優異成績從德里大学的加爾吉學院畢業。之後，她加入了Act 1劇院並參加了一些戲劇演出。N·K·夏馬在上演期間是她的導師和代理老師。她曾與多個非政府組織合作，並在中協助紀錄片製片人。

## 外部連結
- 休瑪·古列西在互联网电影资料库（IMDb）上的資料（英文）